# Юи
Юи́ (фр. Huy, валлон. Hu, нидерл. Hoei) — город и коммуна в валлонском регионе Бельгии. Расположен в провинции Льеж, на берегу реки Маас между Намюром и Льежем. Город также является административным центром одноименного округа.

## Коммуна
В состав коммуны Юи входят также деревни Бен-Аэн (Ben-Ahin), Тианж (Tihange) и другие. Общее население коммуны — 21 706 жителей (51,61 % - женщины, 48,39 % - мужчины). Площадь — 47,64 км².
По территории коммуны протекает река Сольер.

## Достопримечательности
На главной площади города расположена ратуша в стиле Людовика XV. Имеется церковь Нотр-Дам (завершена в 1536 году) с богатым внутренним убранством. В бывшем монастыре расположен городской музей, располагающий собраниями мебели, гравюр, археологических находок и нумизматическими коллекциями.

### Четыре чуда Юи
- Фигурное окно-роза (Li Rondia) на фасаде церкви Нотр-Дам
- Фонтан Li Bassinia, украшенный четырьмя статуями (1406)
- Мост Li Pontia
- Цитадель Li Tchestia, построенная между 1818 и 1823 годами

(названия чудес — на валлонском языке)

## Экономика
Во входящей в состав муниципалитета Юи деревне Тианж расположена атомная электростанция (три энергоблока), одна из двух АЭС Бельгии.

## Международные отношения

### Города-побратимы
- Компьень, Франция (1959)
- Вианден, Люксембург (1964)
- Арона, Италия (1967)
- Натитингу, Бенин (1987)
- Велингара, Сенегал (1993)
- Тинен, Бельгия (1993)

### Города-партнёры
- Port-Bouët, Кот-д’Ивуар (1984)
- Сосан, Республика Корея (1984)
- Бери-Сент-Эдмундс, Великобритания (1995)
- Монтагано, Италия (1996)
- Круя, Албания (1999)
- Тайчжоу, КНР (2002)

## Лингвистический казус
Буквосочетание Huy в русскоязычной среде вызывает нецензурные аллюзии и при незнании французских правил чтения может озвучиваться как бранное слово из трёх букв. Иногда это с юмором «обыгрывается» в Интернете. Ещё один курьёз связан с редко употребляемым голландским названием города — Hoei — написание которого не привлекает внимания, но согласно нидерландско-русской транскрипции произносится как русское ругательство.